# كأس التشيك 2000–01
كأس التشيك 2000–01 هو موسم من كأس التشيك. أشرف على تنظيمه اتحاد جمهورية التشيك لكرة القدم، وكان عدد الأندية المشاركة فيه 125، وفاز فيه فيكتوريا زيزكوف.